# Grm (gmina Velike Lašče)
Grm – wieś w Słowenii, w gminie Velike Lašče. W 2018 roku liczyła 15 mieszkańców.